# Charlemaine
Charlemaine (* 1967 in Boston, Massachusetts, USA) ist eine Sängerin.
Charlemaine stammt aus einer musikalischen Familie. Sie stand bereits im Alter von vierzehn Jahren auf der Bühne. Nach Abschluss der High School zog sie nach Europa und arbeitete als Sängerin in Frankreich, Spanien, Italien und Deutschland und später dann in Ostasien und Australien. Seit 1996 lebt sie in Deutschland und arbeitet auch als Songwriterin.
Mit dem Projekt PC Groove Sensation erreicht sie mit den Singles Sweet Love und Givin' It Up die ersten Platzierungen in den Charts. Let The Love Go On war auch in Nordamerika erfolgreich. Sie arbeitet mit Popgruppen wie N'Sync oder No Angels zusammen. Für den No-Angels-Song When the Angels Sing wurde sie mit Gold und Platin ausgezeichnet.
2002 veröffentlichte sie ihr erstes eigenes Album Soul Controlled. Mit dem Song Life trat sie bei der Deutschen Vorentscheidung zum Eurovision Song Contest 2003 an, belegte jedoch keinen der ersten drei Plätze.

## Diskografie
- 2002: Soul Controlled (Singles: Out in the rain, My Song)
- 2003: Life (Single)
- 2004: Beautiful Winterday (Single: Beautiful Winterday / Have yourself a merry little christmas)
- 2012: Closer (Single)